# كاثرين زون
كاثرين سي زون (بالإنجليزية: Kathryn Zoon)‏ هي متخصصة في علم المناعة ومقرها الولايات المتحدة ، انتُخبت في الأكاديمية الوطنية للطب في عام 2002 لأبحاثها حول الإنترفيرونات البشرية . وهي المدير العلمي السابق لقسم الأبحاث داخل الكنيسة في المعهد الوطني للحساسية والأمراض المعدية (NIAID) ، ومعاهد الصحة الوطنية الأمريكية في بيثيسدا،ميريلاند. من عام 1992 إلى عام 2002 ، وكانت كاثرين مديرًا لمركز إدارة الأغذية والأدوية FDA لتقييم الأحياء والبحوث (CBER).